# Cezinando

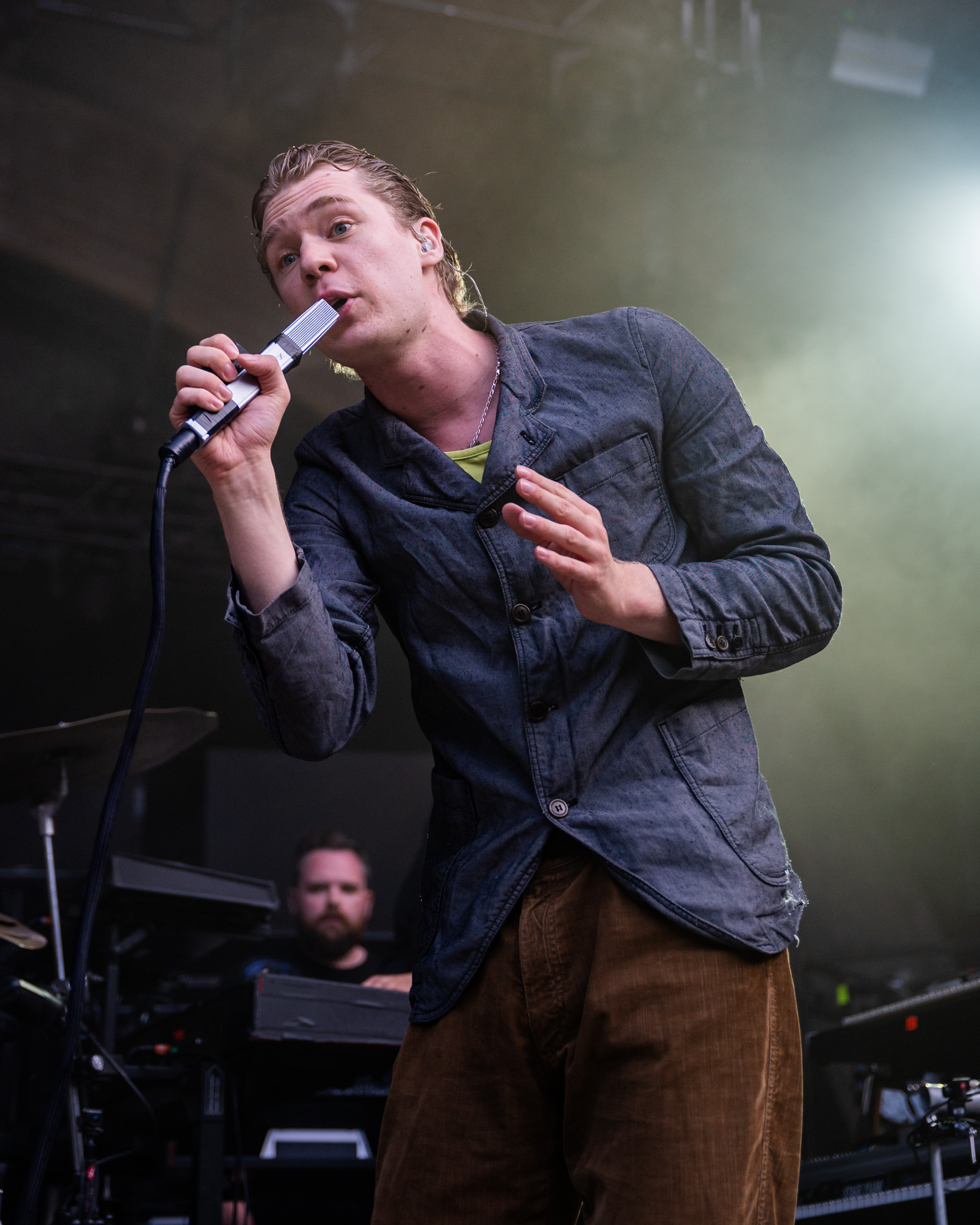
Cezinando, 2024

Kristoffer Cezinando Karlsen (* 1995 in Oslo) ist ein norwegischer Rapper, Sänger und Songwriter. In der Öffentlichkeit tritt er vor allem unter dem Namen Cezinando auf.

## Leben
Karlsen wuchs in Oslo auf, wo er in seiner Kindheit lange Ballett tanzte. Cezinando ist Karlsens Mittelname, der von seinem portugiesischen Vater stammt. Im Alter von sechs Jahren verbrachte er einige Zeit in Portugal bei seinen Großeltern, wo er die portugiesische Sprache lernte. Als Kind war er als Schauspieler in den Fernsehserien Karsten og Petra (2002) und AF1 (2008) tätig. Im Alter von 16 Jahren veröffentlichte er erstmals Musik und gab die EP Cez 4 Prez heraus.
Im Jahr 2016 gewann er den Newcomer-Preis Årets Urørt des Radiosender NRK P3 für das Lied €PA und er veröffentlichte das Album Barn av Europa. Für das Album bekam er den Newcomer-Preis beim Musikpreis P3 Gull 2016 und beim Spellemannprisen 2016 die Auszeichnung als bester Textautor. Im darauffolgenden Jahr veröffentlichte Cezinando die beiden erfolgreichen Singles Vi er perfekte men verden er ikke det und Håper du har plass. Letztere wurde auch in der Jugendserie Skam verwendet und als Lied des Jahres 2017 bei P3 Gull ausgezeichnet. Zudem veröffentlichte er im Jahr 2017 das Album Noen ganger og andre, das bei Kritikern überwiegend positiv ankam. Beim Spellemannprisen 2017 erhielt Cezinando erneut Auszeichnungen, dieses Mal in den Kategorien „Album des Jahres“ und „Urban“. In den beiden folgenden Jahren gab er nur das Lied Ingen lager helvete som vi heraus und trat nur selten auf.
Im Februar 2020 veröffentlichte er das Album Et godt stup i et grunt vann. Es stieg auf den ersten Platz der norwegischen Musikcharts ein und wurde von Kritikern positiv bewertet. Die Journalistin Stella Marie Brevik gab dem Album in der Zeitung Stavanger Aftenblad sechs von sechs möglichen Punkten und bezeichnete es als „Meisterwerk“. Die Zeitung Verdens Gang erteilte fünf von sechs Punkten und merkte an, dass das Album im Vergleich zum vorherigen tanzbarer sei. Im Oktober 2020 wurde sein Buch Overstrømmende ordlek veröffentlicht. Das Bilderbuch mit Buchstaben- und Wortspielen erschien beim Aschehoug Verlag. Beim im April 2021 verliehenen Spellemannprisen 2020 war er in vier Kategorien nominiert und Cezinando erhielt für sein Album Et godt stup i et grunt vann Auszeichnungen als Textautor und Songwriter des Jahres. Zudem wurde das Musikvideo zum gemeinsam mit B-Boy Myhre aufgenommenen Lied Gammel person in der Kategorie „Musikvideo des Jahres“ prämiert.
Im Laufe des Jahres 2022 wurde bekannt, dass Karlsen Anfang des Jahres 2021 an einer Diebstahlserie beteiligt war, bei der Luxusmöbel im Wert von insgesamt 380.000 Kronen gestohlen wurden. Karlsen gestand seine Beteiligung an den Diebstählen. Im Mai 2022 veröffentlichte er die EP Samtidig. Im Juni 2023 gab er mit Sprengkulde ein neues Album heraus, mit dem er sich erneut in den norwegischen Albumcharts platzieren konnte. Beim Spellemannprisen 2023 wurde er dafür in der Pop-Kategorie ausgezeichnet. Zudem erhielt er zwei weitere Nominierungen, als Songwriter und Textautor des Jahres. Der Sängerin Randi Oline gelang im November 2023 mit einem Cover von Cezinandos Lied Kristoffer Robin ein Nummer-eins-Hit. Auch Cezinandos Originalversion, die im Jahr 2020 Platz 37 der Charts erreichte, konnte sich erneut in den Charts platzieren und verbesserte seine frühere Höchstwertung.
Im April 2025 veröffentlichte er das Album Sinekyre 3.

## Stil
Seine ersten Veröffentlichungen waren stärker von Rap geprägt, als die späteren. Diese wurden melodiöser und er begann, mehr zu singen. Die Journalistin Stella Marie Brevik merkte zudem an, dass er zum Beginn der Karriere Texte über Alkoholkonsum und Geschlechtsverkehr schrieb, später aber begann, über die Gefühle und Unsicherheit von jungen Menschen zu texten. Sein Kleidungsstil und sein Image wurde als die Geschlechternormen herausfordernd bezeichnet.

## Auszeichnungen
P3 Gull
- 2016: „Newcomer des Jahres“
- 2017: „Lied des Jahres“ (für Håper Du Har Plass)[19]

Spellemannprisen
- 2016: „Textautor“ (für Barn av Europa)
- 2016: Nominierung in der Kategorie „Urban“ (für Barn av Europa)
- 2016: Nominierung in der Kategorie „Newcomer des Jahres“
- 2017: „Album des Jahres“ (für Noen ganger og andre)
- 2017: „Urban“ (für Noen ganger og andre)
- 2017: Nominierung in der Kategorie „Lied des Jahres“ (für Håper du har plass)
- 2017: Nominierung in der Kategorie „Textautor“ (für Noen ganger og andre)
- 2020: „Songwriter des Jahres“ (für Et godt stup i et grunt vann)
- 2020: „Textautor des Jahres“ (für Et godt stup i et grunt vann)
- 2020: „Musikvideo des Jahres“ (für Gammel person feat. B-Boy Myhre)
- 2020: Nominierung in der Kategorie „Hip-Hop“ (für Et godt stup i et grunt vann)
- 2023: „Pop“ (für Sprengkulde)
- 2023: „Textautor des Jahres“
- 2023: Nominierung in der Kategorie „Songwriter des Jahres“

Sonstige
- 2023: Nominierung für den Bendiksenprisen[21]

## Diskografie

### Alben
| Jahr | Titel                        | Höchstplatzierung, Gesamtwochen, AuszeichnungChartsChartplatzierungen (Jahr, Titel, Platzierungen, Wochen, Auszeichnungen, Anmerkungen) | Anmerkungen                            |
| Jahr | Titel                        | NO | Anmerkungen                            |
| ---- | ---------------------------- | --- | -------------------------------------- |
| 2016 | Barn av Europa               | — |                                        |
| 2017 | Noen ganger og andre         | NO1 Platin · (… Wo.)NO | Erstveröffentlichung: 6. Oktober 2017  |
| 2020 | Et godt stup i et grunt vann | NO1 (25 Wo.)NO | Erstveröffentlichung: 21. Februar 2020 |
| 2023 | Sprengkulde                  | NO3 (2 Wo.)NO |                                        |
| 2025 | Sinekyre 3                   | NO2 (… Wo.)NO | Erstveröffentlichung: 2. April 2025    |

### Singles
| Jahr | Titel Album                                                     | Höchstplatzierung, Gesamtwochen, AuszeichnungChartsChartplatzierungen (Jahr, Titel, Album, Platzierungen, Wochen, Auszeichnungen, Anmerkungen) | Anmerkungen                                                                                          |
| Jahr | Titel Album                                                     | NO | Anmerkungen                                                                                          |
| --- | --------------------------------------------------------------- | --- | --- |
| 2017 | Er dette alt Noen ganger og andre                               | NO19 Gold · (6 Wo.)NO | feat. Chirag                                                                                         |
| 2017 | Håper du har plass –                                            | NO10 ×4Vierfachplatin · (27 Wo.)NO | |
| 2017 | Ingenting blir det samme men samme for meg Noen ganger og andre | NO11 Gold · (7 Wo.)NO | |
| 2017 | Vi er perfekt men verden er ikke det –                          | NO36 Platin · (4 Wo.)NO | |
| 2018 | Ingen lager helvete som vi –                                    | NO15 (1 Wo.)NO | |
| Folgende Lieder erschienen nicht als Single, wurden aber durch das Album zum Download und Streaming bereitgestellt und konnten somit eine Platzierung erlangen: |                                                                 | | |
| |                                                                 | | |
| 2020 | Spøkelser Et godt stup i et grunt vann                          | NO5 (3 Wo.)NO | |
| 2020 | Kristoffer Robin Et godt stup i et grunt vann                   | NO6 (5 Wo.)NO | Das Lied kehrte 2023 zurück in die Charts und verbesserte seine Höchstplatzierung aus dem Jahr 2020. |
| 2020 | Hollywood Et godt stup i et grunt vann                          | NO19 (2 Wo.)NO | |
| 2020 | Krokodilletårer Et godt stup i et grunt vann                    | NO21 (1 Wo.)NO | |
| 2020 | Rosa Sky Et godt stup i et grunt vann                           | NO27 (1 Wo.)NO | |
| 2020 | Hore og Madonna Et godt stup i et grunt vann                    | NO29 (1 Wo.)NO | |
| 2020 | Grimaser (Idiomer for idioter) Et godt stup i et grunt vann     | NO30 (1 Wo.)NO | |
| 2020 | Spiderman Et godt stup i et grunt vann                          | NO34 (1 Wo.)NO | |
| 2023 | Kokt à la mode Sprengkulde                                      | NO21 (1 Wo.)NO | |
| 2025 | Valentines Sinekyre 3                                           | NO51 (… Wo.)NO | |

Weitere Singles (mit Auszeichnungen)
- 2017: Pekka Pekka (NO: Gold)
- 2017: Botanisk Hage (NO: Gold)
- 2017: Alt Jeg Vil Ha (mit Gatekunst / OnklP, Kaveh, Jonas Benyoub, Phillie, NO: Gold)